# تلو (اویلا)
تلو (انگلیسی: Tello, Huila) نام شهری در کشور کلمبیا است.